# 翟磊
翟磊（1980年2月—），山东潍坊人。法学博士，中国共产党党员。曾任上海长宁区委常委，区人民政府党组副书记、副区长。现任中共上海市静安区委副书记，区政府区长人。